# Schizothym
Schizothym ist ein Begriff, der aus der Differentiellen und Persönlichkeitspsychologie stammt und auch von kulturwissenschaftlicher Bedeutung ist. Er bezeichnet den Gegensatz zu zyklothym.

## Begriffsgeschichte
Als schizothym bezeichnete Ernst Kretschmer (1888–1964) das normale Temperament des Leptosomen, das sich durch Abgrenzung von der Außenwelt, dem Drang, „eigene Ideen und schöpferische Gedanken“ in zu ausschließlicher Weise zu verfolgen, und Festhalten an starren Prinzipien charakterisierte.
Kretschmer zog u. a. „autobiografische und literarische Aussagen mehrerer von ihm als schizoid sowie schizothym bestimmter Dichter als Belege für charakteristische seelische Erfahrungen der einzelnen Typen heran, wodurch er literarischen Texten wiederum wissenschaftlichen Erkenntniswert zuerkannte.“ Er weitete den ursprünglich aus der differentiellen und Persönlichkeitspsychologie stammenden zum kulturwissenschaftlichen Begriff aus: So sei der Schizothyme „durch die Form definiert: Er tendiert zum ‚formschönen Klassizismus‘ … Als typisch schizothym verstand Kretschmer sowohl die Stilisierung, kubistische Tendenzen, Pathos …“ „Das ganze Zeitalter erschien ihm … als schizothym.“ In seinem Buchkapitel Zum borrominesken Weltbild verband er z. B. die kartesianische Weltanschauung in Francesco Borrominis Architektur mit dessen schizothymer „Gefährdung“, eine Idee, auf die auch Hans Sedlmayr deutete.

„Die zyklothymen Politiker sind Draufgänger, Organisatoren oder Vermittlungspolitiker, ihre Stärke der ‚hypermannische Initialeffekt‘, nicht der systematische Ausbau, denen dann als schizothym gegenüberstehen die reinen Idealisten und Moralisten, Despoten, Fanatiker und kalten Rechner. Kretschmer nennt hier Calvin oder Friedrich den Großen. Er hätte auch an Kierkegaard erinnern können mit seinem inneren Brüten, seiner isolierenden Schwermut, die ihm unmöglich machte, sich anderen zu eröffnen, in dem die Ahnung immer fürchterlicher wirkte als das Faktum. Die acedia der Klosterinsassen war gewiß oft schizothym bedingt. …“